# Pierre Joseph Louis Alfred Dubois
Pierre Joseph Louis Alfred Dubois, född den 21 november 1852 i Sedan, död den 17 januari 1924 i Tours, var en fransk militär.
Dubois blev officer vid ett dragonregemente 1874, tjänstgjorde i Algeriet och Tunisien, befordrades (inom kavalleriet) till brigadgeneral 1905 och divisionsgeneral 1909 samt blev chef för 9:e armékåren (Tours) 1913. Under första världskrigets första skede förde han med utmärkelse nämnda armékår i slagen vid Marne och vid Yser. Från mars 1915 till februari 1916 var han chef för 6:e armén (på frontdelen Marne-Oise) och användes därefter i olika befattningar, tills han 1917 erhöll avsked från aktiv tjänst.